# Елгава (станция)
Е́лгава (латыш. Jelgava) или Елгава I — узловая железнодорожная станция в городе Елгава (Латвия) на линии Рига — Елгава.

## История
Станция Митава I, принадлежавшая Риго-Орловской железной дороге, появилась во время строительства линии Рига — Елгава. Было построено станционное кирпичное здание (1870 г.), оборудованы: перрон, паровозный и вагонный сараи, товарный склад, весовая будка, товарная рампа, водяная башня, будка стрелочника, дровяной сарай и жилое здание.
Первоначально станция Митава I была конечной, но вскоре железную дорогу продлили до Мажейкяя. В 1904 году, после открытия Московско-Виндавской железной дороги возросла интенсивность движения поездов через Елгавский железнодорожный узел.
В годы Первой мировой войны произошло расширение устроенного немецкой армией паровозного депо, предназначенного для обслуживания локомотивов поездов шяуляйского направления.
Здание было значительно повреждено в обеих мировых войнах, но всякий раз восстанавливалось. Нынешнее название Елгава используется с 1921 года.

## Маршрутная сеть
Станция является конечной для пригородных электропоездов маршрута Рига — Елгава. Для них были электрифицированы два станционных пути, контактная сеть на которых заканчивается впритык к южному торцу платформ. Помимо электропоездов по маршруту Рига — Елгава курсируют дизель-поезда. 1 раз в день также курсирует дизель-поезд Рига — Лиепая. С 29 сентября 2018 года с открытием дальнего маршрута поезда № 31 (Киев-Пассажирский — Рига), который в настоящее время отменён, на станции производилась смена локомотива с латвийского ТЭП70 на литовский ТЭП70БС, стоянка поезда обычно осуществлялась на одном из неэлектрифицированных путей.